# Église Saint-Omer de Rosières-en-Santerre
L'église Saint-Omer de Rosières-en-Santerre est une église paroissiale située à Rosières-en-Santerre, dans le département de la Somme, à l'est d'Amiens.

## Historique
L'église actuelle a été édifiée en 1903, elle remplace un édifice construit en 1746, en remplacement de l'église médiévale. Ce fut le chanoine Dourlen, curé-doyen de Rosières de 1901 à 1922 qui mena à bien la reconstruction. Son corps repose dans l'église Saint-Omer. Le bâtiment subit des dégâts en août 1914 au début de la Première Guerre mondiale, le chœur et les chapelles latérales ainsi que le transept furent détruits par des bombardements. La restauration de l'église fut dirigée par l'architecte Emile Dematons de 1921 à 1928. En juin 1940, lors de la Campagne de France, le bourg de Rosières fut victime de bombardements aériens allemands qui provoquèrent des incendies : dans le bourg sinistré à 60 %, l'église était en partie détruite. Elle fut restaurée de 1952 à 1955 par l'architecte Emile Brunet, chargé de la reconstruction du bourg.

## Caractéristiques
L'église de Rosières a été construite en brique en style néo-roman. Son plan est celui d'une croix latine avec nef à bas-côtés, transept et chœur. Une tour-clocher flanque la façade du côté sud de la nef; il est coiffé d'une flèche recouverte d'ardoises. Le porche d'entrée est surmonté d'une rosace.
À l'intérieur, une plaque commémorative rappelle que le chanoine Dourlen repose dans l'église. Le médaillon sculpté représentant le portrait du chanoine a été réalisé par Albert Roze. Une sculpture de la Vierge est l'oeuvre du sculpteur italien Amorera.
Les vitraux détruits pendant la Seconde Guerre mondiale ont été remplacés, en 1954. Ils sont l'œuvre du maître-verrier Joseph Archepel.

## Photos

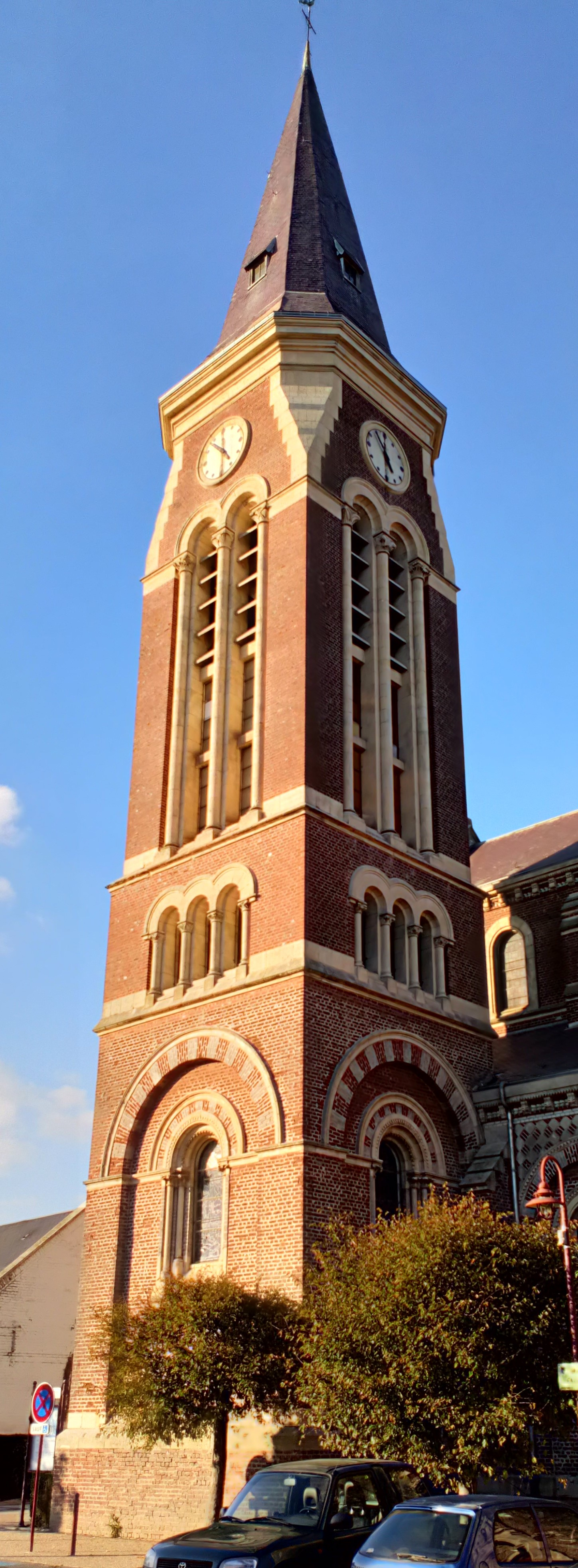
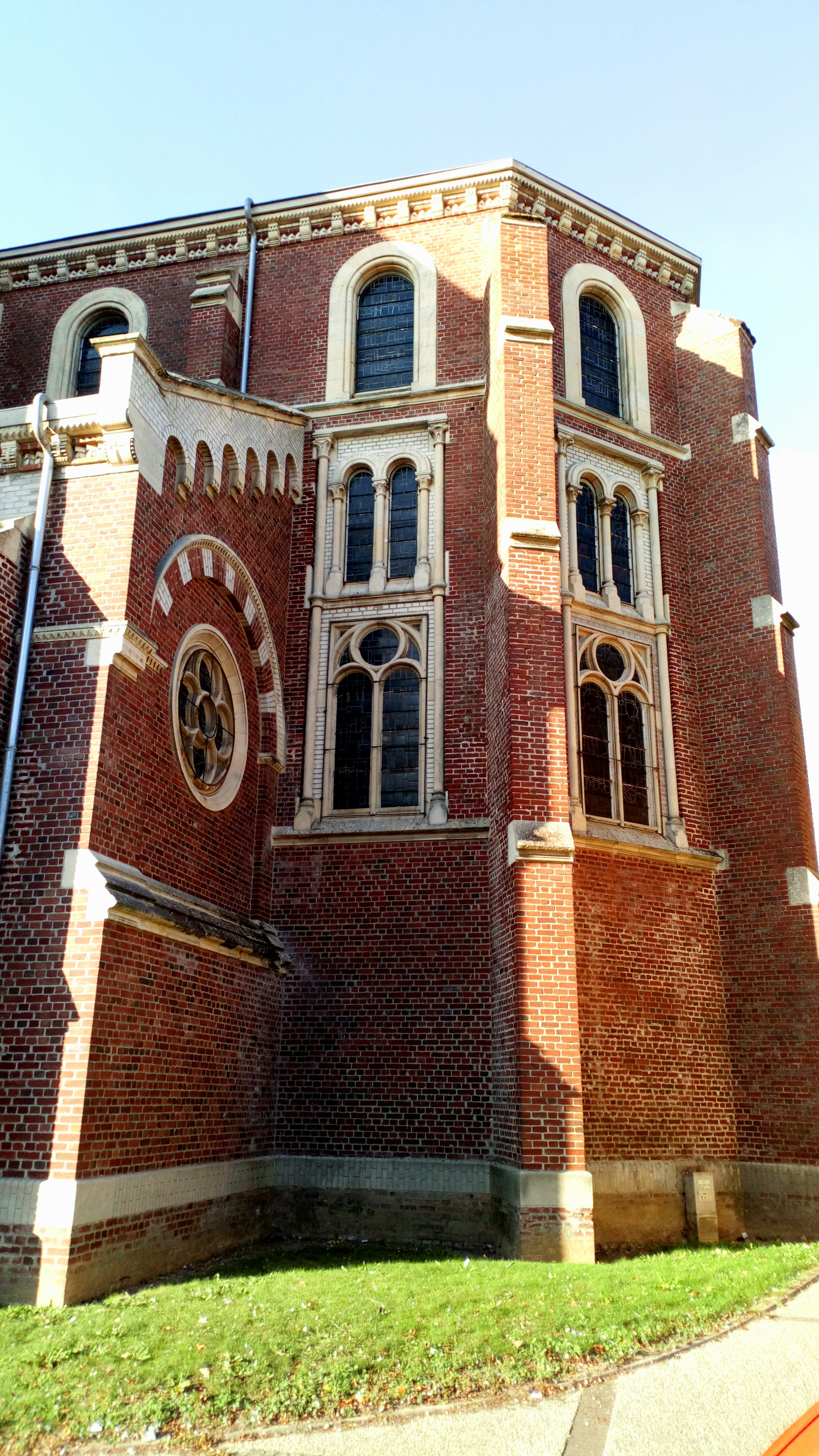
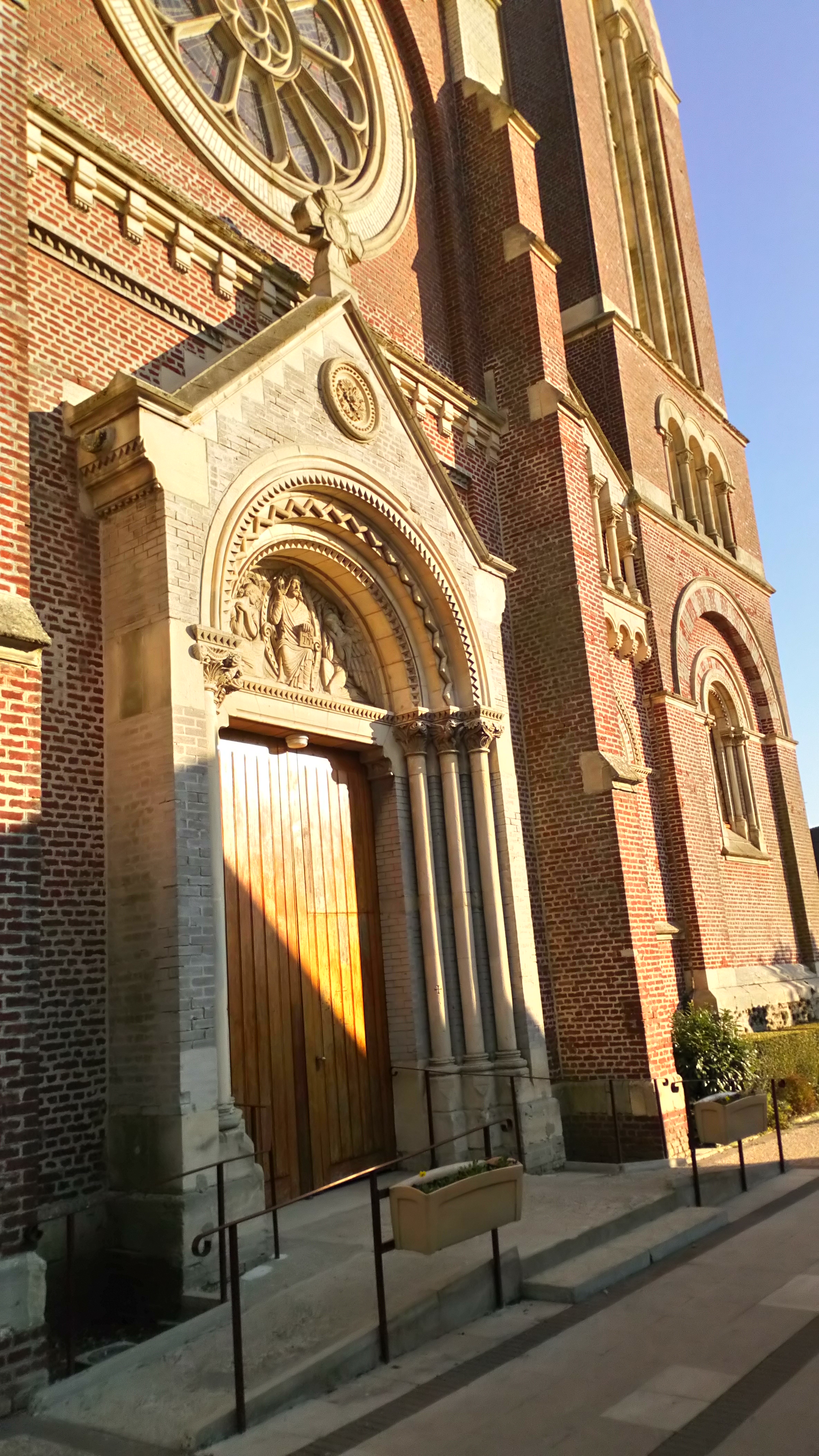
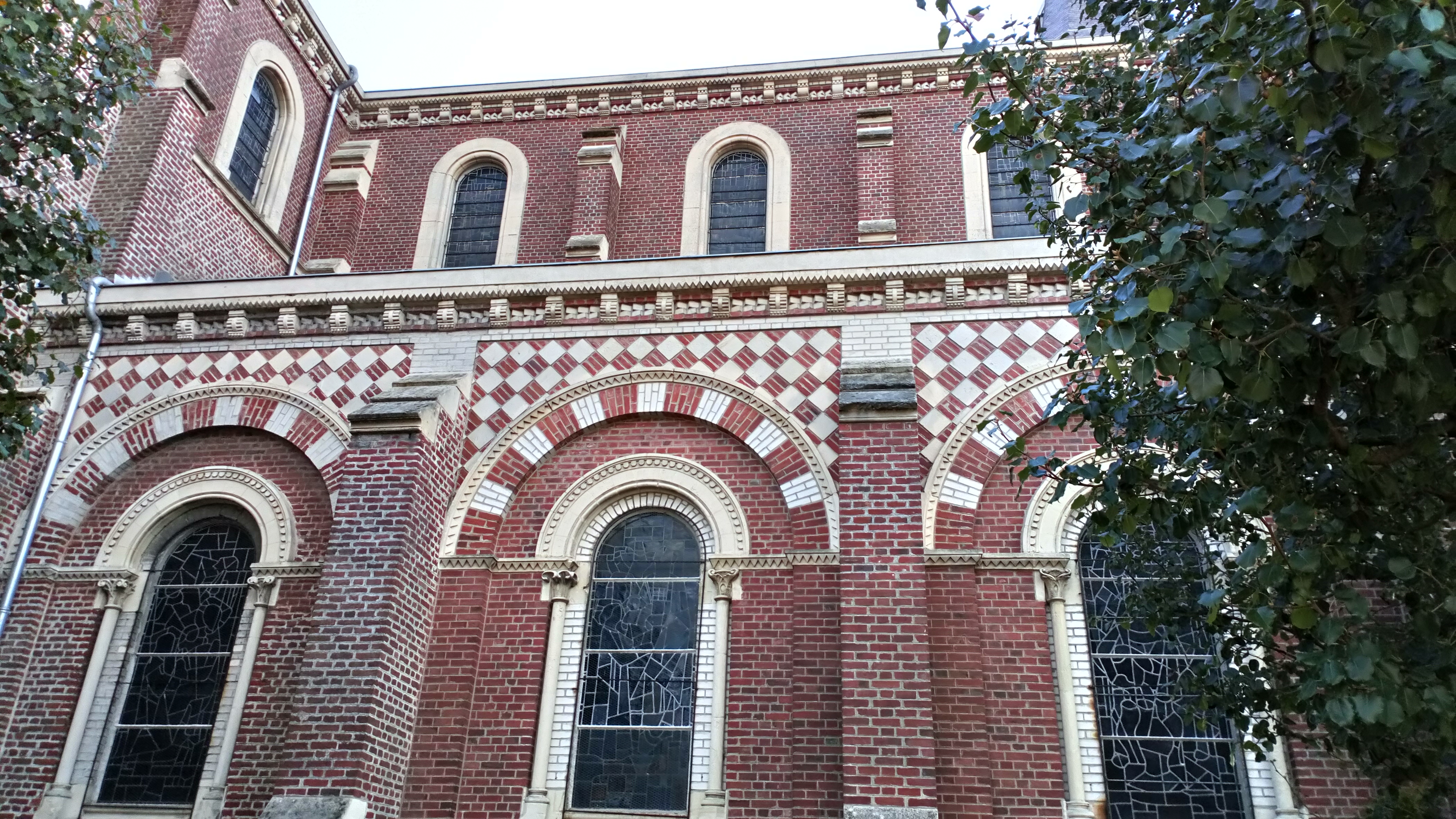